# Чехрак (хутор, Адыгея)
Чехрак — хутор в Кошехабльском районе Республики Адыгея России. Входит в Майское сельское поселение.

## География
Расположен на одноимённой реке.

## Население
| 2002 | 2010 | 2013 | 2014 | 2015 | 2016 | 2017 |
| ---- | ---- | ---- | ---- | ---- | ---- | ---- |
| 45   | ↘17  | ↘12  | ↘9   | ↘8   | ↗9   | ↗10  |
| 2018 | 2019 | 2020 | 2021 | 2023 | 2024 |      |
| →10  | →10  | ↗11  | ↘1   | ↗3   | →3   |      |

## Улицы
- Калинина.